# 커밍아웃의 날

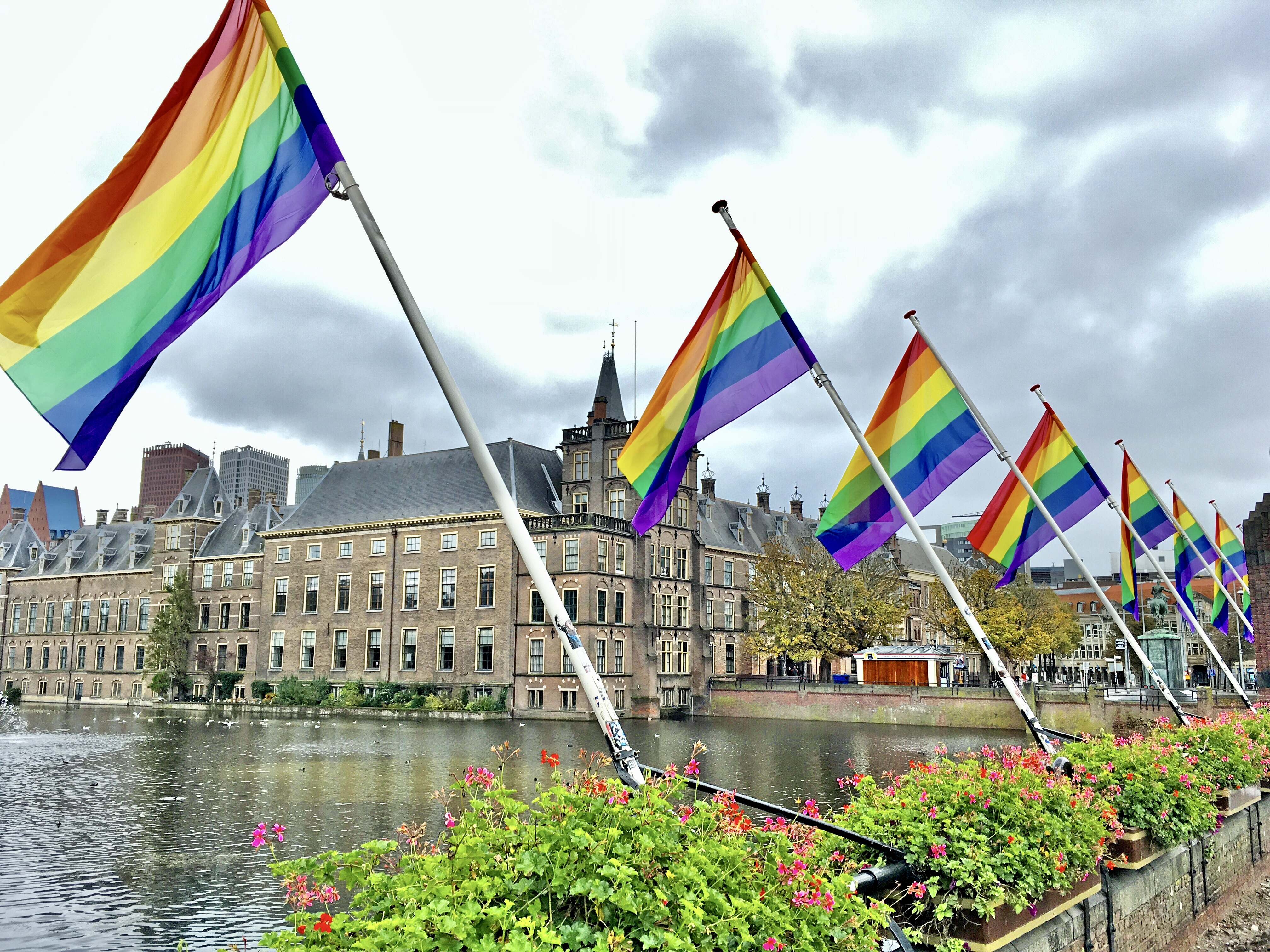

커밍아웃의 날(National Coming Out Day, NCOD)은 자신의 성적지향이나 성정체성을 커밍아웃한 레즈비언, 게이, 양성애자, 트랜스젠더 (LGBT) 사람들을 경축하고 사람들의 인식 제고를 목적으로 하는 기념일이다. 매년 10월 11일이며, 전 세계의 LGBT 커뮤니티에서 행사가 진행된다.

## 같이 보기
- 침묵의 날
- 미국의 성소수자 권리
- 세계 에이즈의 날